# Liber de laudibus Sanctae Crucis
Le Liber de laudibus Sanctae Crucis (livre des louanges de la Sainte Croix) ou Opus in honorem Sanctae Crucis conditum est un ouvrage rédigé en 810 par Raban Maur, futur l'abbé de Fulda et archevêque de Mayence, pour l'empereur Louis le Pieux.

## Contenu
Ce livre exalte la Croix comme signe de la Résurrection du Roi des rois. Les miniatures polychromes qui ponctuent les deux copies les plus remarquables de ce livre représentent le signe de la Crucifixion et du crucifié. Ces copies sont d'une part le manuscrit enluminé de la Bibliothèque apostolique vaticane, sous la cote Codex Vaticanus Reginensis latinus 124, datant de 825-826; et d'autre part le manuscrit enluminé de la Bibliothèque nationale autrichienne, conservé sous le nom de Codex Vindobonensis 652 et datant de 830-842.
Ce livre est écrit dans le contexte historique de la fin de la première querelle des images byzantines et des discussions autour des Libri Carolini dans l'Empire franc. Raban Maur expose donc sa représentation du Christ, comme étant étroitement liée à la vénération du signe de la Croix. Ses vingt-huit calligrammes poétiques tiennent une position centrale dans cet ouvrage. Ce chiffre, multiple de sept, est à l'époque considéré comme un numerus perfectus. Le texte est illustré de miniatures qui sont autant d'éléments explicatifs et poétiques, reliant le symbole de la Croix au mystère du Christ, roi de la terre et du cosmos, et à la fois homme et Dieu crucifié, dans sa double nature.
Dans la Crucifixion, le Christ y est représenté exempt de toute trace de souffrance et regardant paisiblement droit avant lui, les yeux ouverts et le regard paisible. La Croix n'y est évoquée que par la position du crucifié.
Le texte est composé en vers hexamètres et en prose. Les parties en vers sont disposées sous forme de calligrammes, les lettres étant alignées, et des illustrations (figures géométriques ou personnages) se superposent au texte. Les lettres situées dans les contours de ces figures ou de ces personnages forment un second poème à l'intérieur du premier. Ces subtilités, qui suscitèrent l'admiration des contemporains, ont été scrupuleusement respectées dans les divers manuscrits et éditions de cette œuvre.

## Codex Vaticanus Reginensis latinus 124

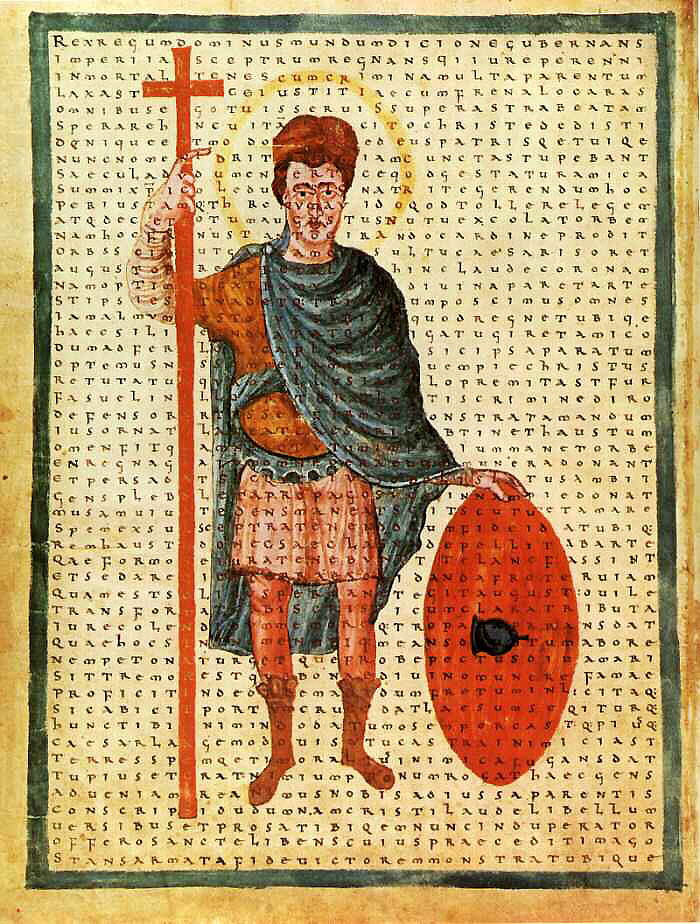
Calligramme de Louis le Pieux représenté comme Miles Christi dans le codex de la Bibliothèque vaticane

Ce manuscrit enluminé, composé en 825-826, était destiné d'abord à l'archevêque Astolphe de Mayence. Mais, à sa mort en 825, il fut dédié à son successeur, Odogaire. Il se compose de 61 pages de parchemin :
- Miniature de l'archevêque Odogaire, folio 1 verso
- Miniature (Dedicatio) de saint Martin, folio 2 verso
- Don du livre au pape Grégoire IV, folio 3 verso
- Poème calligramme en l'honneur de l'empereur Louis le Pieux, folio 4 verso
- 28 calligrammes poétiques, à partir du folio 8 verso
- Poème de la Sainte Croix en hexamètres, folio 37 recto
- Prologue de la seconde partie, folio 43 verso
- Seconde partie des calligrammes à partir du folio 44 recto

Ce codex a d'abord fait partie de la Bibliothèque diocésaine de Mayence, puis est retourné à l'abbaye de Fulda. L'empereur Rodolphe II le mentionne dans une lettre du 15 juin 1598 et le fait venir à Prague pour être copié. Les Suédois s'en saisissent pendant la Guerre de Trente Ans et il figure ensuite dans la bibliothèque de la reine Christine. Après sa conversion au catholicisme et sa mort à Rome, sa bibliothèque est léguée par testament à Innocent XI. Il est aujourd'hui conservé à la Bibliothèque apostolique vaticane.

## Autres manuscrits duLiber de laudibus Sanctae Crucis

### En France
- Codex ms. lat. 2422, de l'abbaye de Saint-Denis, à la Bibliothèque nationale de France (BnF), 843-847
- Codex ms. lat. 2423, de Louis le Pieux, à la BnF, vers 831
- Codex 223, de Grégoire IV, à la Bibliothèque municipale d'Amiens, 843-844 [lire en ligne], manuscrit provenant de la bibliothèque de l'abbaye royale de Corbie, mais probablement copié à Fulda[2].
- Manuscrit 597 de la Bibliothèque municipale de Lyon (BML).
- Manuscrit H 16 de la Bibliothèque Interuniversitaire de Montpellier

### En Europe
- Codex ms. K. II. 20, du margrave Évrard de Frioul, à la Bibliothèque nationale de Turin, vers 845
- Codex Vindobonensis 656, de l'évêque Gottwald de Salzbourg, à la Bibliothèque nationale autrichienne, après 830, en entier en 842
- Manuscrit 131 de la Bibliothèque historique de l'Université complutense de Madrid

## Sources
- (de) Cet article est partiellement ou en totalité issu de l’article de Wikipédia en allemand intitulé « De laudibus sanctae crucis » (voir la liste des auteurs).

## Éditions
- Louanges de la Sainte Croix, traduit du latin, annoté et présenté par Michel Perrin[3], Paris, Berg International ; Amiens, Trois Cailloux, 1988, 245 p., ill.  (ISBN 2900269563)